# Addio mia concubina (romanzo)
Addio mia concubina (cinese tradizionale: 霸王別姬; pinyin: Bàwáng Bié Jī) è un romanzo di Lilian Lee pubblicato nel 1985.

## Trama
Nel 1924 una giovane prostituta vende il figlioletto Xiao Douzi a Guan, il maestro di una scuola dell'Opera di Pechino. Nei dieci anni successivi il bambino si allena e si esercita duramente in tutte le discipline artistiche e, visto il suo grande talento musicale, il maestro Guan lo avvia alla carriera da dan, gli attori specializzati nell'interpretare ruoli femminili. I primi giorni alla scuola sono difficili per Douzi, che però trova un inaspettato protettore di Shitou, un altro allievo più grande di lui di tre anni e specializzato come jing, l'interprete di ruoli eroici. Il legame che si instaura tra i due è profondo e giovani attori cominciano a riscuotere grande successo sulle scene.
Sulla soglia dei vent'anni i due lasciano la scuola ed intraprendo la carriera artistica, adottando nuovi nomi d'arte: Xiao Shitou prende il nome di Duan Xiaolou, mentre Xiao Douzi quello di Cheng Dieyi. Dopo aver cantato per qualche tempo in compagnie di provincia, i due cominciano ad esibirsi regolarmente a Pechino durante gli anni quaranta. Il loro sodalizio artistico è molto apprezzato dal pubblico e i due sono particolarmente acclamati per le loro interpretazioni in Addio mia concubina. Con grande dolore di Dieyi, innamorato dell'amico, Xiaolou comincia a frequentare un bordello, dove conosce e si invaghisce della prostituta Juxian. La giovane coglie l'occasione per farsi sposare da Xiaolou, cominciando così a creare una certa distanza tra il marito e Dieyi, che intanto viene violentato da un ricco mecenate.
La situazione politica, caratterizzata dall'occupazione giapponese della Cina, ostacola e mette a rischio il panorama artistico e Xiaolou viene arrestato per i suoi comportamenti anti-nipponici. Juxian supplica Douzi di salvare il marito e in cambio promette di andarsene e di lasciarli soli: il dan allora concede un'esibizione privata a degli alti ufficiali giapponesi, che graziano il jiing. Tuttavia, non solo Juxian non rispetta i patti, ma il fatto finirà per ritorcersi contro Dieyi: dopo la liberazione dei giapponesi nel 1945, l'attore viene infatti accusato di collaborazionismo e questa volta è Shitou che deve intervenire per salvarlo. L'opera di Pechino attraversa un periodo di declino dopo la fine dell'occupazione nipponica, ma l'ascesa del Kuomintang riporta in auge – almeno in un primo momento – il genere teatrale e Diey e Xiaolou tornano ad essere acclamati come due dei suoi maggiori interpreti.
Dopo poco tempo però il Partito impone la propria agenda politica sul teatro: l'opera di Pechino viene vista come retaggio di un passato corrotto e le nuove opere teatrali messe in scena sono solo malcelata propaganda politica. Superata la quarantina, Diey e Xiaolou vengono travolti dalla rivoluzione culturale ed arrestati insieme a Juxian. I tre si presentano a un rozzo tribunale popolare in cui sono costretti ad accusarsi a vicenda di attività anticomuniste: il risentimento di Diey verso la moglie dell'amato emerge violentemente e tutti e tre vengono costretti ai lavori forzati e alla "rieducazione". Juxian tuttavia si suicida prima di essere deportata e Dieyi e Xiaolou vengono divisi e mandati in parti opposte della Cina. Dopo quindici anni di lavori e indottrinamento politico, Xiaolou riesce a fuggire ad Hong Kong.
Da Hong Kong il vecchio jing assiste da lontano alla morte di Mao e poi al processo della banda dei quattro. Un giorno passando davanti al teatro vede il nome di Cheng Dieyi in cartellone e chiede a una maschera di poterlo incontrare. I due stentano a riconoscersi dopo la lunga separazione e Xiaolou scopre che il vecchio amico è stato "riabilitato" dopo due anni di lavori forzati e che, successivamente, è tornato a dedicarsi all'opera di Pechino, un genere sempre più in declino. Dopo aver assistito alla rappresentazione, i due si recano in una sauna e ripensano al passato: inaspettatamente Xiaolou dice a Dieyi che quello che c'è stato tra lui e Juxian è acqua passata e gli chiede di non giudicarlo troppo severamente per questo. Dieyi capisce quindi che l'amico ha sempre saputo dei suoi veri sentimenti, ma non sapendo come gestire la situazione propone di tornare a teatro e cantare Addio mia concubina insieme come ai vecchi tempi. Di nuovo a teatro, i due si truccano e indossano i costumi di scena, salgono sul palco e cantano la struggente opere insieme per l'ultima volta. Pochi giorni dopo Dieyi ritorna a Pechino.

## Adattamento cinematografico
Nel 1999 Chen Kaige ha diretto l'omonimo adattamento cinematografico interpretato da Leslie Cheung e Zhang Fengyi nel ruolo dei due protagonisti. La pellicola è stata accolta positivamente dalla critica e vinse la Palma d'oro e il Golden Globe per il miglior film straniero, oltre a ricevere una candidatura all'Oscar al miglior film straniero.

## Edizioni
- Addio mia concubina, collana Frassinelli narrativa italiana, traduzione di L. Panelli, Sperling & Kupfer, 1993, ISBN 9788876842658.